# Баюк, Андрей
Андрей Баюк (словен. Andrej Bajuk; 18 октября 1943, Любляна — 16 августа 2011, Любляна) — словенский политический и государственный деятель, премьер-министр Словении (3 мая — 17 ноября 2000), основатель и член партии «Новая Словения».

## Биография
Андрей Баюк родился 18 октября 1943 года в Любляне. Отец будущего политика Марко Баюк был филологом. Семья покинула Словению в 1945 году и переехала в город Мендоса, что в Аргентине.
Успешно окончил экономический факультет Национального университета Кайо. В 1976 году Баюк переехал в Вашингтон, где год работал в организации «Всемирный банк».
В 1999 году политик вернулся в Словению и основал партию «Новая Словения». Весной 2000 года Баюк становится премьер-министром страны. 17 ноября того же года покидает пост по собственному желанию.
Скончался 16 августа 2011 года после продолжительной болезни.

## Личная жизнь
Помимо родного словенского, Баюк владел испанским, английский и французским языком.